# Tribu Paiute Yerington de la Colònia Yerington i Campbell Ranch
La Tribu Paiute Yerington de la Colònia Yerington i Campbell Ranch és una tribu reconeguda federalment d'amerindis dels Estats Units paiute del nord a l'oest de Nevada.

## Reserva

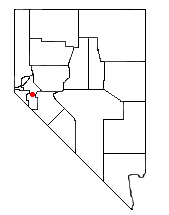
Yerington al mapa de Nevada

Els paiute Yerington tenen una reserva, la Reserva Yerington i terres en fideïcomís, al comtat de Lyon (Nevada). La reserva fou establida en 1916 i 1936 i té una superfície de 6,69 kilòmetres quadrats. En 1990, 354 membres de la tribu vivien a la reserva. La tribu tenia 659 membres registrats en 1992. La secció més gran Campbell Ranch es troba a 39° 04′ 42″ N, 119° 12′ 30″ O / 39.07833°N,119.20833°O nord d Yerington, mentre que la secció més petita Yerington Colony es troba a 38° 58′ 51″ N, 119° 10′ 15″ O / 38.98083°N,119.17083°O, als límits de la ciutat de Yerington.

## Història recent
En 1937 la tribu paiute Yerington va ratificar la seva constitució i les seves lleis. Van obtenir el reconeixement federal sota la Llei de Reorganització Índia de 1934.

## Govern
La seu del consell tribal de la tribu paiute Yerington de Nevada es troba a Yerington (Nevada). La tribu és governada per un consell tribal de vuit persones.
Els paiute Yerington tenen els seus propis programes educatiu, mediambiental (supervisió de la qualitat de l'aire i de l'aigua dels aiguamolls, cos de policia i serveis socials.

## Desenvolupament econòmic
La tribu posseeix i gestiona l'Arrowhead Market, un magatzem de combustible a Yerington, i un camp d'alfals a Campbell Ranch.